# Astronomo
Un astronomo è uno scienziato che si occupa dello studio dei corpi e dei fenomeni esterni all'atmosfera terrestre. Per le sue ricerche egli si avvale principalmente della matematica e della fisica, ma anche di altre discipline a seconda del suo campo specifico di studi.
Dal punto di vista dell'apparato strumentale, il telescopio ottico ha accompagnato dai tempi di Galileo il lavoro di ogni astronomo: prima del XVII secolo l'osservazione era praticata a occhio nudo, e ci si avvaleva perlopiù di strumenti che permettessero l'orientamento sulla volta celeste e una corretta previsione dei fenomeni celesti, come l'astrolabio.
Nel XX secolo ad un continuo perfezionamento dei telescopi ottici si è affiancato lo sviluppo di altre strumentazioni, come la spettroscopia ed il radiotelescopio, che ha aperto la porta dell'osservazione alle lunghezze d'onda diverse dal visibile, mentre la nascita dell'astronautica ha permesso agli astronomi di studiare dettagliatamente i corpi del Sistema Solare (sonde spaziali) e di osservare l'Universo con l'accuratezza permessa dall'assenza dell'atmosfera (Telescopio spaziale Hubble).

## L'astronomo nella storia

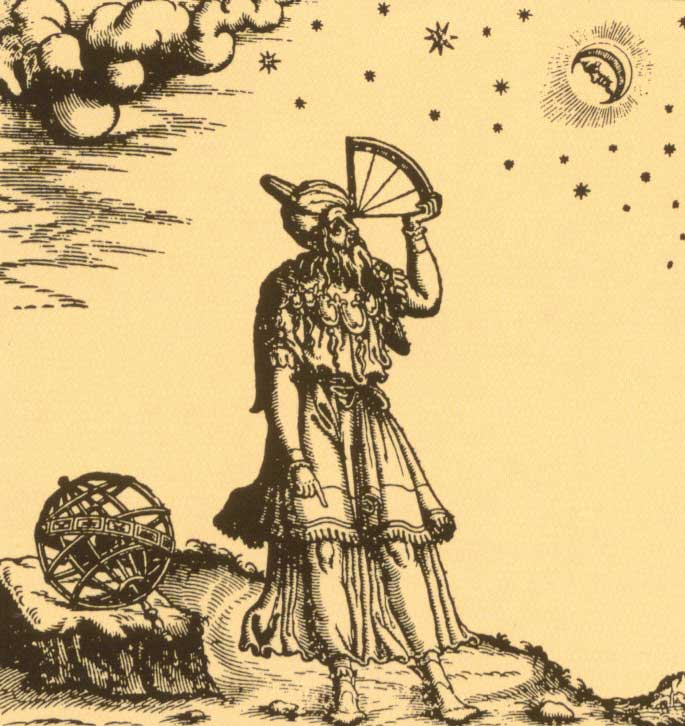
Astronomo in un'incisione del XVI-XVII secolo

La figura dell'astronomo agli albori della sua scienza è strettamente legata alla funzione a cui era indirizzata l'astronomia: nelle civiltà mesopotamiche e in quella egizia lo studio dei fenomeni celesti costituiva uno strumento fondamentale di previsione dei cicli naturali legati all'agricoltura e di divinazione. Chi custodiva questo patrimonio di conoscenze era la classe sacerdotale, che proprio dall'esclusivo possesso della cultura traeva il suo potere.
È solo con la civiltà greca che lo studio del cielo passa dai sacerdoti, e da un legame esclusivo con le pratiche agricole e divinatorie, ai filosofi, quell'élite laica che emerge per la prima volta in Grecia nel VII secolo a.C. L'astronomo viene a coincidere con il matematico, lo studioso della natura che osserva gli astri nel quadro di un'elaborazione speculativa ampia e libera da condizionamenti mitici. I filosofi presocratici mostrano ad esempio un forte interesse per il problema cosmologico, e le prime teorie non mitiche sulla struttura dell'Universo risalgono a Talete (noto per aver previsto l'eclissi del 585 a.C.), Anassimandro e Anassimene.

### L'astronomo professionista

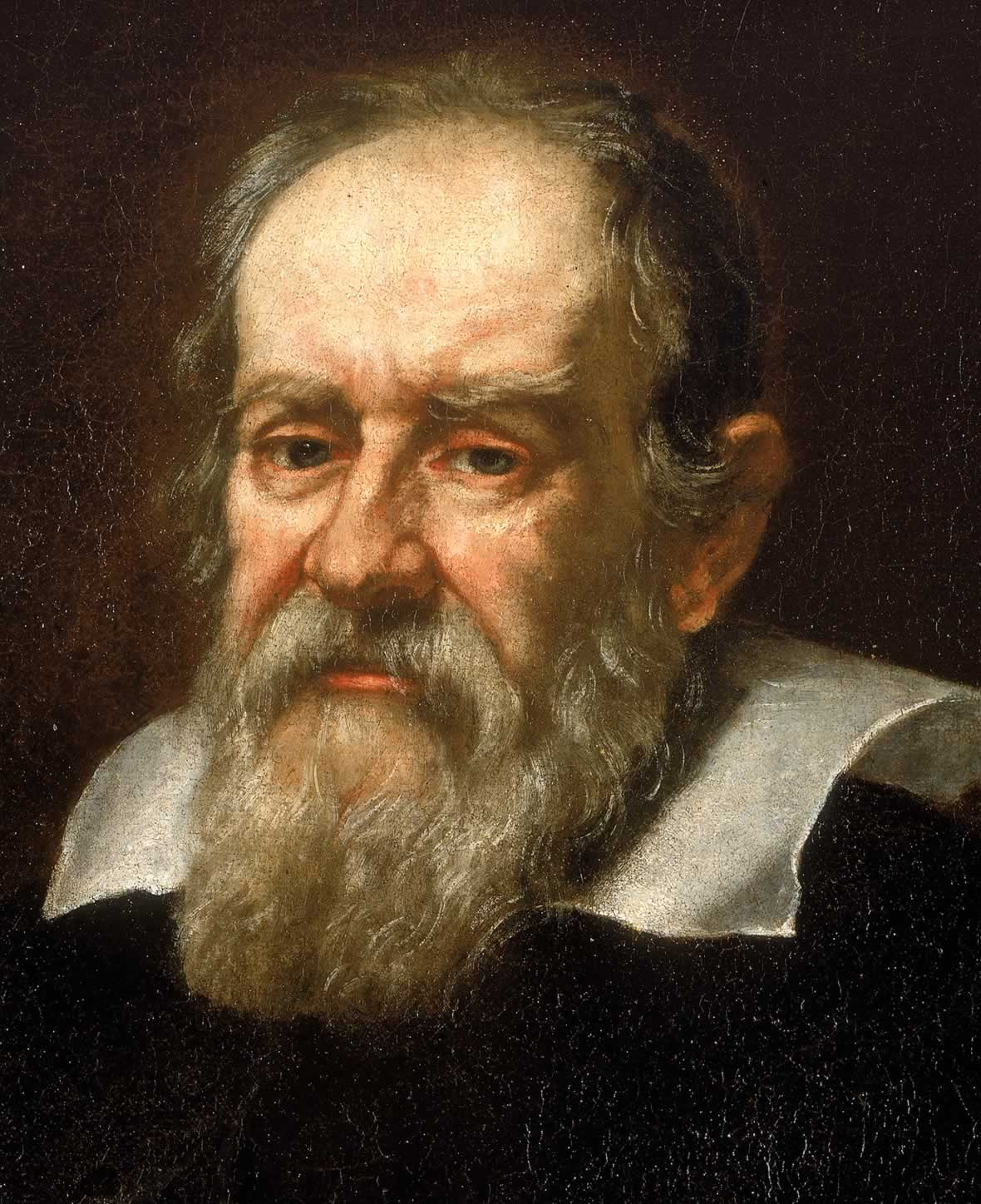
Galileo, spesso considerato il padre dell'astronomia moderna.

Storicamente, l'astronomia era più interessata alla classificazione e alla descrizione dei fenomeni nel cielo, mentre l'astrofisica ha tentato di spiegare questi fenomeni e le differenze tra loro usando le leggi fisiche. Oggi questa distinzione è per lo più scomparsa e i termini "astronomo" e "astrofisico" sono intercambiabili. Gli astronomi professionisti sono individui altamente istruiti che in genere hanno un dottorato di ricerca in fisica o astronomia e sono impiegati da istituti di ricerca o università. La maggioranza di loro effettua ricerche scientifiche mentre altri hanno compiti come l'insegnamento, la costruzione di strumenti o l'aiuto nel funzionamento di un osservatorio.
L'Unione Astronomica Internazionale comprende oltre 11.000 membri provenienti da 107 diversi paesi che sono coinvolti nella ricerca astronomica.
Contrariamente all'immagine classica degli antichi astronomi che scrutavano il cielo attraverso un telescopio nelle ore buie della notte, nell'ultimo secolo è divenuto molto più comune fotografare il cielo, prima su lastre fotografiche tradizionali e in seguito, con il progresso tecnologico, usando sensori CCD. Gli astronomi moderni trascorrono relativamente poco tempo ai telescopi, mentre è più lungo il lavoro dell'analisi dei dati e il confronto con i modelli teorici.
Gli astronomi delle università dedicano invece molto tempo all'insegnamento agli studenti delle facoltà di astronomia e astrofisica, e spesso per le stesse università svolgono programmi di sensibilizzazione operando da telescopi pubblici e/o planetari per la divulgazione dell'astronomia.
Coloro che si laureano in astronomia solitamente acquisiscono fin dal liceo buone nozioni di matematica, scienze, informatica e fisica.

### L'astronomo dilettante

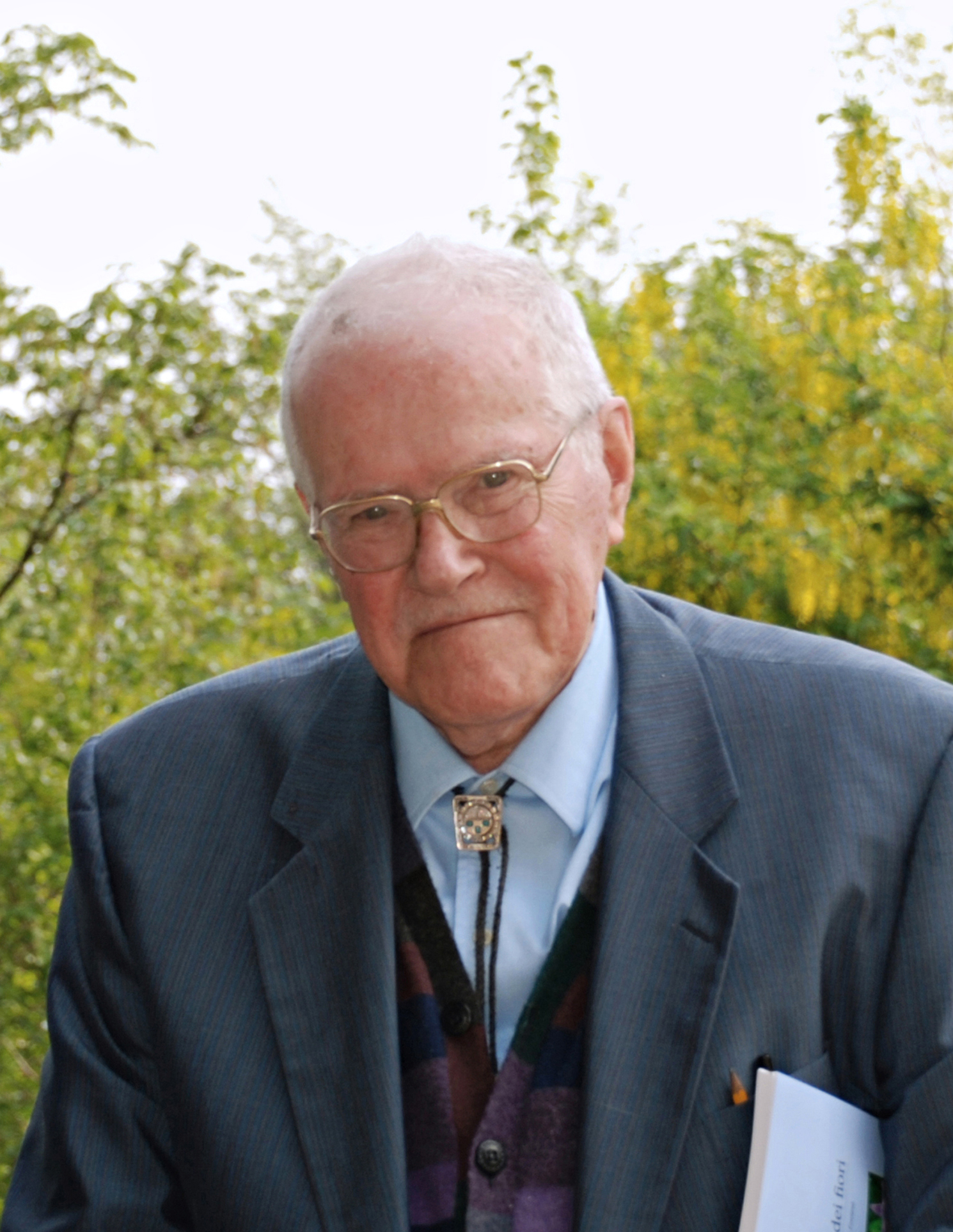
Giuliano Romano nel 2011. Da astronomo dilettante, nel 1957 scoprì la supernova extragalattica SN 1957b, primo italiano a riuscire nell'intento.

Mentre c'è un numero relativamente basso di astronomi professionisti, numerosi sono i dilettanti, chiamati anche astrofili. Diversi centri abitati del mondo hanno gruppi di astrofili che si riuniscono tra loro per le osservazioni e programmano conferenze e visite divulgative negli osservatori, collaborando anche coi professionisti. Come per ogni hobby, la maggior parte delle persone che si considerano astronomi dilettanti possono dedicare alcune ore al mese a osservare il cielo. Nonostante gli astronomi amatoriali non abbiano a disposizione grandi telescopi, nelle ricerche di diversi oggetti dove è necessaria una grande costanza nelle osservazioni (ma non telescopi enormi), sono fondamentali. Diversi astrofili hanno scoperto numerose comete, asteroidi, supernovae, stelle variabili e possono monitorare diversi oggetti collaborando con i professionisti, che però non avrebbero il tempo per sorvegliare tutto il cielo notturno.